# Związek Polski Równouprawnienia Kobiet
Związek Polski Równouprawnienia Kobiet – działająca w latach 1905-1907 pierwsza organizacja feministyczna w Królestwie Polskim walcząca o równe prawa „bez różnicy płci”.
Powstał w trakcie rewolucji 1905 r. w Królestwie Polskim. Został powołany w grudniu 1905 r. z inicjatywy Teodory Męczkowskiej przy udziale najbardziej aktywnych członkiń Koła Pracy Kobiet, do którego należały wówczas: Józefa Bojanowska, Felicja Czarnecka, Ludwika Jahołkowska-Koszutska, Paulina Kuczalska-Reinschmit, Stefania Suszczyńska, Cecylia Walewska i Wera Zapolska-Downar. Jej cele i główne założenia programowe przedstawiono w opublikowanym na przełomie 1905/1906 programie. Według niego głównym celem Związku było zdobycie równouprawnienia kobiet polskich, oraz ogólnych swobód obywatelskich i praw politycznych. Domagano się więc zapewnienie obywatelom obojga pici wszystkich narodowości i wyznań korzystania ze wszystkich praw konstytucyjnych, uchwalonych i zagwarantowanych przez konstytuantę ogólno-państwową, zwołaną na podstawie powszechnego, równego dla wszystkich pełnoletnich obywateli obojga płci prawa wyborczego, przy bezpośrednim, tajnym głosowaniu. Uważano zarazem, że równouprawnienie kobiet stanowi nieodłączną część ogólnych dążeń wolnościowych stąd uważano za konieczne współdziałanie z ogólnym ruchem wolnościowym.  oraz żądano wprowadzenie w Królestwie Polskim ustroju autonomicznego, którego zasady miało ustalić  Zgromadzenie Ustawodawcze w Warszawie.
Początkowo władze rosyjskie uniemożliwiły w praktyce legalną działalność organizacji - gdyż rozporządzeniem generała gubernatora Warszawy z 7 stycznia 1906 roku zakazały pod karą więzienia do trzech miesięcy lub grzywny w wysokości 3000 rubli działalności założycielom i członkom wszelkich związków, towarzystw, komitetów powołanych bez zezwolenia władz. Dopiero ukaz carski z 4 (17) marca 1906 roku o prawie do tworzenia spółek i stowarzyszeń umożliwił organizacji szersze funkcjonowanie. Liderki, członkowie i sympatycy Związku Polskiego w latach 1906–1907 brali udział w wiecach i spotkaniach dyskusyjnych organizowanych przez różne ugrupowania polityczne, na których odpytywali z tzw. kwestii kobiecej kandydatów na posłów do kolejnych, rozwiązywanych przez cara Dum. Jednocześnie następował proces zróżnicowania politycznego środowiska ówczesnych emancypantek - co było jednym z efektów postępującej polaryzacji społeczeństwa polskiego na zwolenników lewicy niepodległościowej i prawicy skupiającej się wokół narodowej demokracji. Pośrednim jego skutkiem był rozpad Związku Polskiego Równouprawnienia Kobiet na Związek Równouprawnienia Kobiet Polskich (liderki: Paulina Kuczalska-Reinschmit i Józefa Bojanowska i na Polskie Stowarzyszenie Równouprawnienia Kobiet (liderki Teodora Męczkowska i Izabela Moszczeńska).